# Прапроче (Копар)
Прапроче(словен. Praproče, итал. Prapozze) је насељено место у општини Копар у покрајини Приморска која припада Обално-Крашкој регији у Републици Словенији. 

## Географија
Прапроче је груписано насеље у крашкој долини, на раскрсници пута Чрни Кал—Подгорје, који води у Подпеч. Простире се на површини од 3,6 км², на надморској висини од 416,3 метра. Године 2011. насеље је имало 27 становника. 